# Onesimus
Onesimus také Onesimus Byzantský (řecky Ὀνήσιμος) (? - 68? Řím) byl křesťanský světec, mučedník, biskup Byzantské říše žijící v 1. století a jeden ze sedmdesáti apoštolů. 

## Život
Původně byl pravděpodobně otrokem Filemóna z Kolos, muže křesťanské víry. V otroctví se provinil přestupkem proti svému pánovi a tak uprchl do Říma, kde byl zajat a uvězněn. Ve vězení se setkal se svatým  Pavlem z Tarzu. Pavel z Terzu se osobně s Filemónem znal a proto mu napsal dopis, aby Onesimovi odpustil a přijal ho jako bratra. Filemón mu na přímluvu Pavla z Tarzu odpustil. 
Po smrti Pavla z Terzu se Onesimus stal biskupem. Po smrti svatých apoštolů kázal evangelium v mnoha zemích a městech, např. ve Španělsku či Patrasu. Po smrti svatého Timotea se stal biskupem v Efezu.
Za vlády císaře Traiana byl Onesimus zajat a postaven před soud eparchy Tertilla. Osmnáct dní byl držen ve vězení a poté poslán do vězení v Pozzuoli. Chtěl donutit Onesima, aby se vzdal své víry, ten však odmítl. Císař Traianus ho následně nechal ukamenovat a poté zabít mečem.
Jeho svátek se slaví 15. února.